# Памирски народи
Памирски народи, познати и као Припамирски Таџици, је назив за групу малих иранских народа Памира, настањених у Таџикистану, Авганистану, Пакистану и Кини. Ови народи чине највећи део становништва аутономног региона Горно-Бадахшан у Таџикистану, а уживају аутономију и у Ташкурган-таџичком аутономном округу у Кини. Има их и у афганистанској провинцији Бадахшан. Говоре више језика, који спадају у иранску групу индоевропске породице језика. У Таџикистану постепено прелазе на таџички језик. По вери су муслимани (већим делом шиити исмаилије и мањим делом сунити). Има их око 350.000.

## Народи
Деле се на следеће етничке групе: 

### Северни памирски народи
- Јазгулемци
- Шугнанско-рушански народи:
  - Шугнанци
    - Баџујци

  - Рушанци
  - Хуфци
  - Бартангци
    - Орошорци

  - Сараколци

### Јужни памирски народи
- Ишкашимци
  - Зебакци
  - Сангличци
- Ваханци
- Мунџанци

## Галерија
- Горно-Бадахшан у Таџикистану
- Ташкурган-таџички аутономни округ у Кини